# Droga wojewódzka 217
Die Droga wojewódzka 217 (DW 217) ist eine einen Kilometer lange Droga wojewódzka (Woiwodschaftsstraße) in der polnischen Woiwodschaft Kujawien-Pommern, die den Bahnhof in Warlubie mit der Droga krajowa 91 verbindet. Sie liegt im Powiat Świecki und der kreisfreien Stadt Grudziądz.

## Straßenverlauf
Woiwodschaft Kujawien-Pommern, Powiat Świecki
-  Empfangsgebäude, Warlubie (Warlubien)
-  Warlubie (Warlubien) (DK 91)